# Cistellina
Cistellina is een monotypisch geslacht van schimmels behorend tot de familie Hyphodiscaceae. Het bevat alleen Cistellina stereicola. De typesoort is Cistellina auricolor, maar deze is later afgezet naar het geslacht Hyphodiscus.